# Małgorzata Gorczewska
Małgorzata Gorczewska (ur. 13 października 1965 w Brodnicy) – polska działaczka opozycji demokratycznej w latach 80. XX wieku.

## Życiorys
W latach 1984–1985 związana z Ruchem Społeczeństwa Alternatywnego (RSA).
W 1985 roku współzałożycielka gdańskiego Ruchu Wolność i Pokój (razem z Wojciechem Jacob Jankowskim, Andrzejem Miszkiem, Krzysztofem Galińskim), gdzie m.in. zajmowała się zbieraniem informacji o osobach odmawiających złożenia przysięgi i służby wojskowej oraz o łamaniu praw człowieka w jednostkach wojskowych. Wielokrotnie zatrzymywana i karana grzywnami za działalność w WiP-ie.
W 1988 roku uczestniczka strajków majowego i sierpniowego, organizowała pomoc dla strajkujących w Kościele Św. Brygidy w Gdańsku.
W 1990 roku była jedną z inicjatorek powołania Stowarzyszenia Amnesty International w Gdańsku (razem z innymi działaczami z WiP-u oraz z Komisji Interwencji i Praworządności ”Solidarności”). Przez trzy kolejne kadencje była członkiem zarządu polskiej AI.
W 2011 roku jedna z bohaterek spektaklu "Sprawa operacyjnego rozpoznania" w reżyserii Zbigniewa Brzozy w Teatrze Wybrzeże w Gdańsku.
Od 2015 roku w radzie Fundacji Wolność i Pokój.
Kustosz w Bibliotece Gdańskiego Uniwersytetu Medycznego.
W 2015 roku została odznaczona Krzyżem Kawalerskim Orderu Odrodzenia Polski przez Prezydenta RP za zasługi w działalności na rzecz przemian demokratycznych w Polsce.